# 安室村
安室村（やすむろむら）は、かつて兵庫県飾磨郡にあった村。

## 概要
現在の姫路市新在家、東辻井、辻井、田寺、田寺東、田寺山手町、御立西、御立中、御立東、御立北を指す。

## 沿革
- 1889年（明治22年）4月1日 - 町村制施行に伴い飾西郡田寺村、御立村、辻井村、新在家村が合併し、安室村が発足。
- 1896年（明治29年）4月1日 - 郡が統合され飾磨郡に所属。
- 1936年（昭和11年）4月1日 - 姫路市に編入され消滅。
- 1949年（昭和24年）学制改革により、安室村にあった旧制姫路高等学校が新制神戸大学姫路分校となった。

## 経済

### 産業
農業
『大日本篤農家名鑑』によれば、安室村の篤農家は「池内宗太郎、池内吉松、黒岩元次」などである。その他に黒岩源治、前田乙松などが農業を営んでいた。
商工業
- 瀬渡頼雄（酒造）[1]

## 地域

### 施設
宗教
- 高岳神社

秋祭りで知られる。
- 御立住吉神社

## 出身・ゆかりのある人物
- 池内平治（官吏）[1]
- 池内善雄 - 台湾総督府高等法院長。尾上作兵衛の実弟。
- 尾上作兵衛（実業家、政治家） - 旧姓は池内。国栄機械製作所創業者。姫路市会議員。グローリー名誉会長尾上壽男の祖父にあたる。
- 池内亮三[1]
- 石野啓二[1]
- 土井佐五郎[1]
- 土井藤治[1]